# Satyadev Prasad
Satyadev Prasad, född 19 september 1979, är en indisk bågskytt. Han deltog vid olympiska sommarspelen 2004.